# Ligne Nagareyama
La ligne Nagareyama (流山線, Nagareyama-sen) est une ligne ferroviaire de la compagnie Ryutetsu, située dans la préfecture de Chiba au Japon. Elle relie la gare de Mabashi à Matsudo à la gare de Nagareyama à Nagareyama.

## Histoire
La ligne ouvre le 14 mars 1916. L'écartement des voies est alors de 762 mm. Il passe à 1 067 mm en décembre 1924.
La numérotation des gares est introduite en mai 2018.

## Caractéristiques

### Ligne
- longueur : 5,7 km
- écartement des voies : 1 067 mm
- nombre de voies : 1
- électrification : courant continu 1500 V
- vitesse maximale : 55 km/h

### Services
La ligne est parcourue uniquement par des trains omnibus.

### Liste des gares
La ligne comporte 6 gares identifiées par les lettres RN.
| Numéro | Gare            | Nom japonais | Distance (km) | Correspondances                             | Localisation | Localisation        |
| ------ | --------------- | ------------ | ------------- | ------------------------------------------- | ------------ | ------------------- |
| RN1    | Mabashi         | 馬橋         | 0             | JR East : Jōban                             | Matsudo      | Préfecture de Chiba |
| RN2    | Kōya            | 幸谷         | 1,7           | JR East (à Shin-Matsudo) : Jōban, Musashino | Matsudo      | Préfecture de Chiba |
| RN3    | Koganejōshi     | 小金城趾     | 2,8           |                                             | Matsudo      | Préfecture de Chiba |
| RN4    | Hiregasaki      | 鰭ヶ崎       | 3,6           |                                             | Nagareyama   | Préfecture de Chiba |
| RN5    | Heiwadai        | 平和台       | 5,1           |                                             | Nagareyama   | Préfecture de Chiba |
| RN6    | Nagareyama (ja) | 流山         | 5,7           |                                             | Nagareyama   | Préfecture de Chiba |

## Matériel roulant
La ligne est parcourue par des trains de série 5000 (ex Seibu Railway série 101).

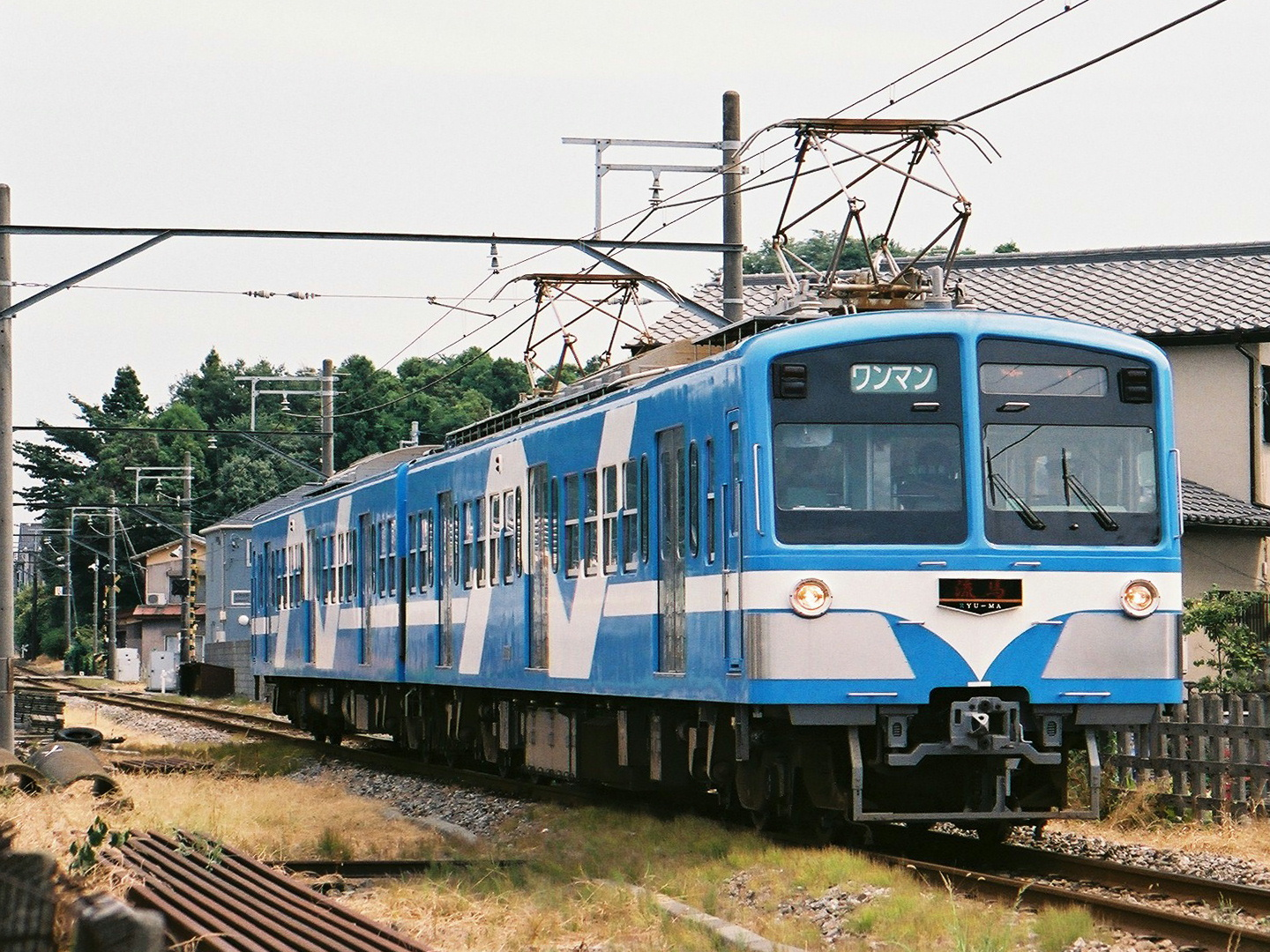
Ryutetsu série 5000